# Слияние Wildberries с Russ
Слияние Wildberries с Russ — корпоративный спор между владельцами Wildberries и Russ по поводу реорганизации компании в форме слияния.
Об объединении компаний было объявлено в июне 2024 года. Предполагалось, что сделка позволит создать конкурента Amazon, обеспечить расчеты в рублях в обход SWIFT и увеличить ВВП страны на 1,5 % в год. В юрлице, созданном для реализации заявленного объединения, доли Wildberries и Russ составили 65 % на 35 % соответственно.
В июле того же года сооснователь Wildberries Владислав Бакальчук заявил, что со стороны Russ происходит рейдерский захват компании, о чём также заявил глава Чечни Рамзан Кадыров, которому пожаловался Бакальчук. В ответ на это Татьяна Бакальчук опровергла захват компании и объявила о начавшемся бракоразводном процессе с супругом. Владислав Бакальчук, владеющий 1 % Wildberries, в случае раздела имущества при разводе предъявил[прояснить] претензии на половину доли компании.

## Ход сделки
В июне 2024 компания объявила о слиянии с крупнейшим в России оператором рекламы Russ. Компания принадлежит ООО «Стинн», которой напрямую, а также через ООО «Резерв-А» и АО «Олимпия» владеет Григорий Садоян. Целью слияния объявлено создание «нового игрока в финансовом, медийном, торгово-промышленном секторах экономики, а также в областях интернет-технологий, логистики, ретейла и рекламы». Татьяна Бакальчук займет пост гендиректора «будущей объединённой группы компаний», а Роберт Мирзоян, глава рекламной группы, станет её главным исполнительным директором. По данным Forbes, участники сделки отправили Владимиру Путину письмо с объяснением, что сделка позволит создать «сильнейшего конкурента» таким компаниям, как Amazon, Alphabet, Alibaba и SoftBank, одним из направлений проекта станет создание «крупнейшей цифровой банковской сети и платежной системы для расчета в рублях по всему миру в обход SWIFT». Документ получил поддержку Путина.
По данным телеканала «Дождь», российский сенатор и миллиардер Сулейман Керимов (издания РБК и «Коммерсантъ» сообщали, что Керимов связан с Russ) причастен к данной сделке. Он привёл Татьяну Бакальчук к главе администрации президента России Антону Вайно, а затем организовал встречу предпринимательницы с Владимиром Путиным.
В созданном совместном предприятии (ООО «РВБ») гендиректором указан Мирзоян. Зарегистрировано юрлицо по тому же адресу, где находится московский офис Russ. Учредителями юрлица выступают ООО «Вайлдберриз» (65 % компании) и основной владелец Russ — ООО «Стинн» (35 %). В середине июля ООО «Вайлдберриз» переоформило на объединённую компанию около двух десятков своих дочерних юрлиц.
11 июля 2024 года компании анонсировали проект создания сервиса по размещению и оплате наружной рекламы из личного кабинета продавца Wildberries.

## Конфликт
В начале июля 2024 года Wildberries покинули три топ-менеджера: исполнительные директора Ольга Наумова и Алексей Духанин, а также финансовый директор Ирина Матачунас. По словам собеседников Forbes, причиной ухода Наумовой из Wildberries стали «разногласия с собственниками». Она «рассчитывала», что будет управлять процессами, но «Татьяна Бакальчук отдавать управление не собиралась».
По словам источника Forbes, Владислав Бакальчук покинул компанию в начале июля, другой сооснователь Wildberries, Сергей Ануфриев, ушел из компании весной 2024 года. Источник утверждает, что главным исполнительным директором назначен Роберт Мирзоян, через которого согласовываются все ключевые решения.
23 июля 2024 года глава Чечни Рамзан Кадыров рассказал в своем телеграм-канале, что к нему приехал Владислав Бакальчук, который пожаловался на «серьёзные проблемы как внутри семьи, так и с основанным семейным бизнесом». По словам Бакальчука, они с Кадыровым «раньше дружили, общались». Кадыров опубликовал видео, на котором Бакальчук рассказывает подробности конфликта:
Жена ушла из дома, связалась с непонятной компанией, которая под видом объединения отжимает бизнес и выводит активы. Причем компания в сто раз меньше, а в совместном предприятии доли примерно одинаковые. Леван Мирзоян. Компания Russ Outdoor.
Кадыров заявил, что это рейдерство, пообещав довести информацию до руководства государства. По словам Кадырова, «рычаги» этого процесса находятся в руках братьев Левана и Роберта Мирзояна, а также «нескольких известных кавказцев». Кадыров пообещал «сделать всё возможное», чтобы помочь вернуть в семью Татьяну Бакальчук и защитить бизнес, добавив, что поручил этот вопрос депутату Госдумы Адаму Делимханову.

### Развод супругов Бакальчук
Татьяна Бакальчук отреагировала публикацией в своем телеграм-канале. «Это не рейдерский захват. Это развод. С самого начала все было согласовано с Владиславом, он лично присутствовал на презентации топ-менеджменту новой структуры объединённой компании», — написала Бакальчук, приложив фото, где присутствуют оба основателя Wildberries. Пресс-службы Wildberries и Russ распространили совместное заявление, в котором призвали не фокусироваться на «деталях бракоразводного процесса и эмоциональных подробностях».
24 июля 2024 года Владислав Бакальчук заявил, что в случае раздела имущества при разводе хочет получить половину доли компании, так как у них нет брачного контракта, и всё имущество делится пополам. Вместе с тем Бакальчук выразил надежду, что до бракоразводного процесса дело не дойдет.
30 июля 2024 года стало известно, что в Савёловский районный суд Москвы поступило исковое заявление Татьяны Бакальчук к Владиславу Бакальчуку о разводе.
10 февраля 2025 года Владислав Бакальчук заявил, что суд расторг его брак с Татьяной.

### Стрельба у офиса Wildberries в Москве
18 сентября 2024 года Владислав Бакальчук, по его словам, приехал в офис компании Wildberries в Романовом переулке Москвы на переговоры по поводу строительства новых складов Wildberries компанией «ВБ Девелопмент», которую он контролирует. Как он утверждает, на входе он был «атакован службой охраны и неизвестными мне людьми, которые спровоцировали вооруженный конфликт», при этом «в какой-то момент в ходе конфликта прозвучали выстрелы, ранен один из моих коллег». Компания Wildberries заявила, что Владислав Бакальчук с охраной пытался «незаконно» попасть в офис. В тот же день Следственный комитет России сообщил, что в Романовом переулке произошла стрельба, в результате которой пострадали семь человек, в том числе двое сотрудников правоохранительных органов, которые прибыли на вызов для пресечения противоправных действий. Два человека умерли от ран. По данному факту было возбуждено уголовное дело. Татьяна Бакальчук заявила: «Заявление о якобы переговорах, на которые приехала вооруженная группа, звучит абсурдно, поскольку никто ни о каких переговорах не договаривался... Вот теперь это рейдерский захват. Вернее, его неудачная попытка». Она подтвердила гибель сотрудника охраны офиса.

### Дальнейшие заявления Рамзана Кадырова
10 октября 2024 года Рамзан Кадыров заявил, что член Совета Федерации от Дагестана Сулейман Керимов и депутаты Государственной Думы Бекхан Барахоев и Ризван Курбанов пытались организовать его убийство, и пригрозил им кровной местью «если они не докажут обратное». Их имена Кадыров назвал в контексте инцидента со стрельбой в офисе Wildberries, которому, по его словам, пытались придать межнациональный окрас.

## Оценки
27 июля 2024 года сооснователь и совладелец компании DNS Дмитрий Алексеев прокомментировал сделку, назвав её «удивительной» и «беспрецедентной». Алексеев считает, что после сделки Татьяна Бакальчук не просто «подарит» 35 % бизнеса Russ, но и «может вовсе потерять контроль» над компанией.